# Lê Quốc Phương
Lê Quốc Phương (sinh ngày 19 tháng 5 năm 1991 tại xã Hoằng Vinh, Hoằng Hóa, Thanh Hóa, Việt Nam) là một cầu thủ bóng đá người Việt Nam hiện đang thi đấu ở vị trí tiền vệ cánh cho câu lạc bộ Đông Á Thanh Hoá.

## Sự nghiệp câu lạc bộ

### Thanh Hóa (2010-2018)
Ở mùa giải 2018, dưới thời HLV Mihail hồi đầu mùa, Quốc Phương là một trong những trụ cột của Thanh Hóa. Tuy nhiên, kể từ khi HLV Đức Thắng lên nắm quyền, anh đã không còn được trọng dụng như trước.

### Sài Gòn (2018-2020)
Giữa mùa giải 2018, Lê Quốc Phương chuyển tới thi đấu cho CLB Sài Gòn và từ đó đến nay tiền vệ này trở thành nhân tố quan trọng của đội bóng này. Dù chỉ chơi ở giai đoạn lượt về mùa giải 2018 nhưng Quốc Phương đã ghi được 5 bàn thắng. Mùa giải 2019, tiền vệ này ghi được 6 bàn thắng, qua đó khẳng định vị trí trụ cột trong đội hình CLB Sài Gòn. 
Những vòng đấu đầu tiên của V.League 2020, tiền vệ Lê Quốc Phương vật lộn với hai chấn thương cổ chân. Vậy nên, suất đá chính của cầu thủ được ví như “Messi xứ Thanh” này đã không được đảm bảo. Dưới triều đại của HLV Vũ Tiến Thành, các cầu thủ phải có thể trạng tốt nhất, sung mãn nhất mới có thể vào sân thi đấu. Tuy nhiên khi phong độ trở lại tốt nhất, cựu tiền vệ Thanh Hóa chơi thật sự bùng nổ. Kết thúc mùa giải 2020, mặc dù chỉ ghi được 2 bàn thắng nhưng Quốc Phương vẫn là cầu thủ quan trọng trong sơ đồ chiến thuật của HLV – ông bầu Vũ Tiến Thành và giành HCĐ với CLB Sài Gòn khi CLB này về thứ ba chung cuộc.
Hợp đồng giữa Lê Quốc Phương và CLB Sài Gòn cũng đã hết hạn sau khi mùa giải 2020 kết thúc.
Sau 2 năm rưỡi ở Sài Gòn, anh đã đóng góp cực kì quan trọng vào lối chơi của đội bóng Sài Thành và để lại nhiều dấu ấn trong lòng người hâm mộ.

### Đông Á Thanh Hóa (2021- )
Sau hơn 2 mùa giải thi đấu cho CLB Sài Gòn, tiền vệ Lê Quốc Phương đã chính thức trở lại khoác áo CLB Thanh Hóa từ mùa giải 2021. Anh thi đấu trọn vẹn 12 trận đấu của CLB trước khi giải bị dừng lại vì dịch Covid-19 lan rộng khắp cả nước.
Mùa giải 2022, anh là 1 quân bài chiến lược quan trọng, thường xuyên được thi đấu và vẫn luôn tạo được những dấu ấn đậm nét.
Từ đầu mùa giải 2023, Quốc Phương dính phải chấn thương chân nên mãi đến vòng 6 anh mới xuất hiện trở lại. Kể từ khi trở lại, anh đã đóng góp tới 4 kiến tạo, giúp CLB mang về những bàn thắng và điểm số quý giá, 1 phong độ thực sự rất tốt với 1 cầu thủ vừa trở lại sau chấn thương. Tiêu biểu là vòng 9 gặp CLB Viettel trên sân nhà Thanh Hóa, anh vào sân từ băng ghế dự bị và có cú đúp kiến tạo cho Gustavo đánh đầu lội ngược dòng thắng 3-2. Tại buổi họp báo sau trận gặp Viettel, HLV Popov đã nhấn mạnh Lê Quốc Phương đã chơi xuất sắc không chỉ ở trận đấu này mà ở cả 3 trận đấu gần đây.
Kết thúc mùa giải 2023, Quốc Phương thi đấu tổng cộng 14 trận, đóng góp đáng kể vào lối chơi và tiêu biểu là chức vô địch Cúp Quốc gia 2023 và vị trí thứ tư V League 2023 cùng đội bóng.

## Sự nghiệp đội tuyển Quốc gia
Trong quá khứ, Lê Quốc Phương từng được gọi vào tuyển U19 Việt Nam giai đoạn 2009-2011 trước khi có tên trên tuyển U22 Việt Nam vào năm 2012. Đáng tiếc là sau đó cầu thủ sinh năm 1991 đã không còn cơ hội được "ăn cơm tuyển" do những hạn chế về thể hình và thể lực, cũng như gặp phải sự cạnh tranh đến từ các đồng nghiệp.

## Đánh giá chuyên môn
Lê Quốc Phương được đánh giá là một cầu thủ thi đấu đầy kĩ thuật, có sự khéo léo vào khả năng tạt bổng đầy ấn tượng. Anh có khả năng sút phạt rất tốt cũng như luôn thi đấu tràn đầy năng lượng. Điểm yếu duy nhất là hạn chế về thể hình và thể lực nên chưa thể thi đấu liên tục xuyên suốt 90 phút trên sân.

## Thống kê sự nghiệp
Tính đến ngày 07 tháng 07 năm 2024
| Câu lạc bộ       | Mùa giải       | Giải vô địch   | Giải vô địch | Giải vô địch | Cúp Quốc gia | Cúp Quốc gia | Châu Á | Châu Á | Khác | Khác | Tổng cộng | Tổng cộng |
| Câu lạc bộ       | Mùa giải       | Hạng           | Trận         | Bàn          | Trận         | Bàn          | Trận   | Bàn    | Trận | Bàn  | Trận      | Bàn       |
| ---------------- | -------------- | -------------- | ------------ | ------------ | ------------ | ------------ | ------ | ------ | ---- | ---- | --------- | --------- |
| Thanh Hóa        | 2010           | V.League 1     | 8            | 0            | 0            | 0            | —      | —      | —    | —    | 8         | 0         |
| Thanh Hóa        | 2011           | V.League 1     | 12           | 1            | 3            | 0            | —      | —      | —    | —    | 15        | 1         |
| Thanh Hóa        | 2012           | V.League 1     | 20           | 6            | 2            | 0            | —      | —      | —    | —    | 22        | 6         |
| Thanh Hóa        | 2013           | V.League 1     | 24           | 6            | 2            | 0            | —      | —      | —    | —    | 26        | 6         |
| Thanh Hóa        | 2014           | V.League 1     | 22           | 2            | 1            | 0            | —      | —      | —    | —    | 23        | 2         |
| Thanh Hóa        | 2015           | V.League 1     | 23           | 4            | 1            | 0            | —      | —      | —    | —    | 24        | 4         |
| Thanh Hóa        | 2016           | V.League 1     | 24           | 4            | 2            | 0            | —      | —      | —    | —    | 26        | 4         |
| Thanh Hóa        | 2017           | V.League 1     | 19           | 4            | 1            | 0            | —      | —      | —    | —    | 20        | 4         |
| Thanh Hóa        | 2018           | V.League 1     | 7            | 0            | 2            | 0            | 3      | 0      | —    | —    | 12        | 0         |
| Thanh Hóa        | Tổng cộng      | Tổng cộng      | 159          | 27           | 14           | 0            | 3      | 0      | 0    | 0    | 176       | 27        |
| Sài Gòn          | 2018           | V.League 1     | 13           | 5            | 0            | 0            | —      | —      | —    | —    | 13        | 5         |
| Sài Gòn          | 2019           | V.League 1     | 19           | 6            | 3            | 2            | —      | —      | —    | —    | 22        | 8         |
| Sài Gòn          | 2020           | V.League 1     | 16           | 2            | 1            | 0            | —      | —      | —    | —    | 17        | 2         |
| Sài Gòn          | Tổng cộng      | Tổng cộng      | 48           | 13           | 4            | 2            | 0      | 0      | 0    | 0    | 52        | 15        |
| Đông Á Thanh Hóa | 2021           | V.League 1     | 12           | 2            | —            | —            | —      | —      | —    | —    | 12        | 2         |
| Đông Á Thanh Hóa | 2022           | V.League 1     | 17           | 1            | 3            | 0            | —      | —      | —    | —    | 20        | 1         |
| Đông Á Thanh Hóa | 2023           | V. League 1    | 11           | 0            | 3            | 0            | —      | —      | —    | —    | 14        | 0         |
| Đông Á Thanh Hóa | 2023-24        | V. League 1    | 11           | 0            | 3            | 0            | —      | —      | 0    | 0    | 14        | 0         |
| Đông Á Thanh Hóa | Tổng cộng      | Tổng cộng      | 51           | 3            | 9            | 0            | 0      | 0      | 0    | 0    | 60        | 3         |
| Tổng sự nghiệp   | Tổng sự nghiệp | Tổng sự nghiệp | 258          | 43           | 27           | 2            | 3      | 0      | 0    | 0    | 288       | 45        |

1. ↑  Ra sân 1 trận tại AFC Champions League và 2 trận tại AFC Cup.

## Thành tích

### Thanh Hoá
- V.League:

 Á quân: 2017, 2018
- Cúp Quốc gia:

 Vô địch: 2023, 2023-24
 Hạng 3: 2022
- Siêu cúp Quốc gia:

 Vô địch: 2023

### Sài Gòn
- V.League:

 Hạng 3: 2020

### Đội tuyển
U-19 Việt Nam
- Giải vô địch bóng đá U19 Đông Nam Á:

 Hạng 3: 2009
U-21 Báo Thanh niên Việt Nam
- Giải bóng đá U21 Quốc tế báo Thanh niên:

 Vô địch: 2011
 Á quân: 2010